# Tužiteljstvo
Tužiteljstvo je državna pravosudna ustanova kojoj je dužnost nadzor zakonitosti u društvu i pokretanje postupaka protiv počinitelja nezakonitih djela, u interesu javnosti. Državno odvjetništvo u ime Republike Hrvatske podiže optužnicu pred sudskim tijelima. U Ustavu RH stoji da je državno odvjetništvo samostalno i neovisno pravosudno tijelo.